# Brattahlid

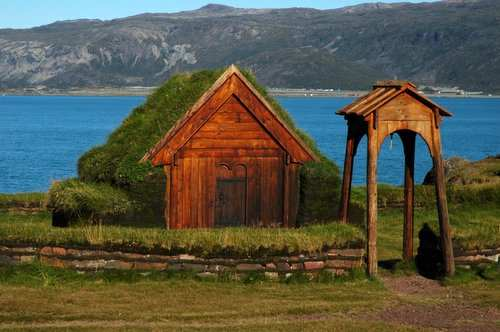
XXI-wieczna rekonstrukcja kościoła

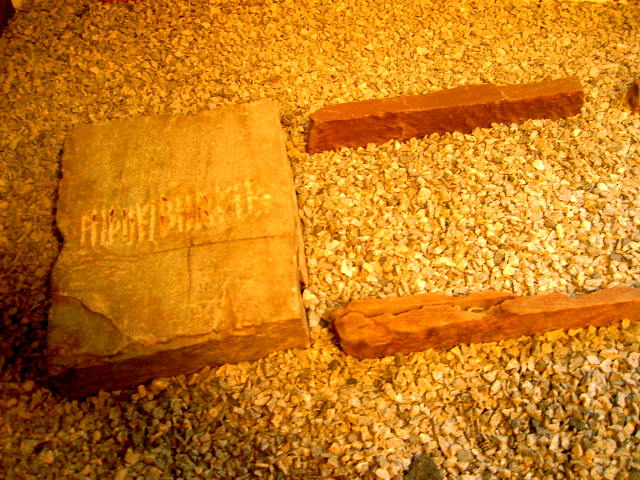
Nagrobek z runicznymi napisami, znajdujący się na miejscowym cmentarzu

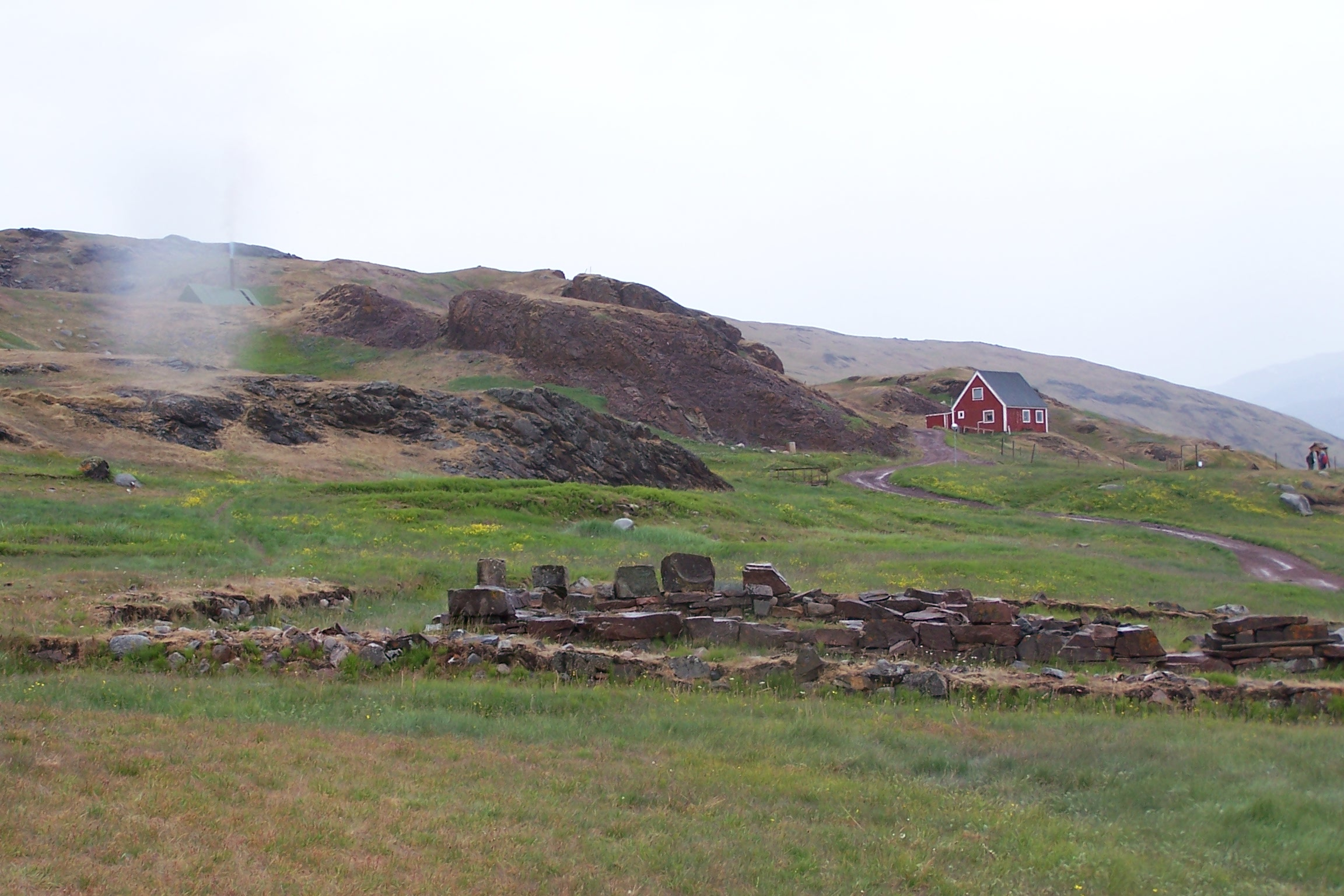
Pozostałości normańskich zabudowań w Brattahlíð; w tle budynki współczesnej eskimoskiej wsi

Brattahlid (isl. Brattahlíð) – średniowieczna osada założona pod koniec X wieku przez wikińskiego wodza Eryka Rudego. Znajdowała się w tak zwanym Osiedlu Wschodnim, które założył na południowo-zachodnim wybrzeżu Grenlandii. Obecnie znajduje się tam wioska Qassiarsuk, a niedaleko niej miasteczko Narsarsuaq. Osada była zamieszkana do około XV wieku. Nazwa Brattahlíð oznacza „strome zbocze”.
Osada była też miejscem, w którym zebrał się pierwszy na Grenlandii Thing (średniowieczny normański parlament), jednakże jego dokładne miejsce pozostaje nieznane.

## Ważniejsze obiekty

### Kościół
W Brattahlid został zbudowany prawdopodobnie pierwszy kościół na Grenlandii, a tym samym pierwszy kościół w tzw. Nowym Świecie. Właściwie była to mała kaplica zwana Þjóðhildarkirkja (kościół Thjodhildy), którą według Sagi o Eryku Rudym kazała zbudować żona Eryka, Thjodhilda. Obecnie w bliskiej odległości od jej ruin znajduje się rekonstrukcja budowli wraz z repliką nordyckiego domu.
Po tym jak wikingowie przyjęli chrześcijaństwo zbudowano drugi kościół. W miejscu, gdzie się znajdował badacze odnaleźli stopione fragmenty metalowego dzwonu, kamienne fundamenty, a w jego pobliżu pozostałości innych budynków, w tym prawdopodobnie kuźni. Budowla mierzyła 12,5x4,5 m, posiadała dwa wejścia a na jej środku znajdowało się palenisko, które prawdopodobnie przyczyniło się do pożaru kościoła. Sama budowla pochodziła z ok. XIV wieku, ale mogła powstać na gruzach wcześniejszej świątyni. Niedaleko niej znajdował się również cmentarz.

### Gospodarstwo rolne
Wśród większych obiektów znajdujących się w osadzie był budynek gospodarstwa rolnego, który mierzył 53x14 m i posiadał kamienne ściany o grubości 1,5. Za izolację służyła darń, która pokrywała zewnętrzne ściany. W środku była podłoga wyłożona płaskimi kamieniami.
Gdy wikingowie zasiedlali obszar Brattahlid znajdowały się tam (i nadal znajdują) najlepsze tereny pod pola uprawne na Grenlandii. Jest to zasługą specyficznego miejsca, w którym znajduje się osada, gdyż ulokowana jest ok. 96 km od morza, na końcu Eriksfjordu, który osłania ją od zimnych arktycznych wód. Te sprzyjające warunki sprawiły, że powstało tam wiele gospodarstw rolnych. Obecnie znajduje się tam schronisko młodzieżowe oraz mały sklep.

## Upadek osady
Po kilkuset latach całe Osiedle Wschodnie, w tym Brattahlid zaczęło się wyludniać. Prawdopodobnie złożyło się na to kilka czynników, w tym działalność samych osadników, którzy doprowadzili do erozji gleby poprzez wycięcie nielicznych drzew, by zyskać ziemię na nowe pastwiska. Ponadto zmiana klimatu w XIV wieku sprawiła, że zimy stały się dłuższe i bardzo ciężkie, co spowodowało zmniejszoną produktywność siana dla zwierząt, na które popyt w okresie zimowym wzrastał. Analiza izotopowa kości osadników wykazała, że pod koniec istnienia Osiedla dużą rolę odgrywało rybołówstwo, podczas gdy w czasach pierwszych osadników były to produkty rolne. Ostatecznie pod koniec XIV wieku zostało ono całkowicie opuszczone.